# Почётный консул (фильм)
«Почётный консул» — кинофильм. Экранизация одноимённого романа Грэма Грина. Ещё одно прокатное название — «Beyond the Limit».

## Сюжет
Доктор Эдуардо Пларр практикует в Буэнос-Айресе, а хотел бы в парагвайских областях. Его отец — политический заключённый в Парагвае. Доктор ждёт вестей от своего отца, и наконец-то Леон, старый друг доктора, связывается с его отцом.
Леон раньше был священником, но оставил церковь. Сейчас он участник парагвайского подполья. Леон пытается вызнать у Пларра, когда состоится визит посла США в Парагвай. У Леона есть свой план для освобождения политических заключённых из парагвайских тюрем, в том числе и отца Эдуардо Пларра. План прост — захватить посла и обменять его на заключённых.
Источником для информации у Пларра является бывший алкоголик, а сейчас британский советник Чарли Фортнум. Жена Чарли Клара — любовница доктора Пларра. Похищение посла идёт не совсем гладко, и своим предательством Пларр ставит под угрозу жизнь Чарли.

## В ролях
- Майкл Кейн — Чарли Фортнум
- Ричард Гир — Эдуардо Пларр
- Боб Хоскинс — полковник Перес

## Награды и номинации
Перечень наград и номинаций — на сайте IMDB.
| Премия | Категория                         | Имя         | Результат |
| ------ | --------------------------------- | ----------- | --------- |
| BAFTA  | Лучшая мужская роль               | Майкл Кейн  | Номинация |
| BAFTA  | Лучшая мужская роль второго плана | Боб Хоскинс | Номинация |